# Базофілія
Базофі́лія (грець. βάσις — основа і φιλία — дружба, любов, схильність) — професійний термін, що використовується в гістології. Описує здатність структурних елементів клітин і тканин фарбуватися основними (лужними) барвниками на гістологічних препаратах під світловим мікроскопом.
Найчастіше використовують гематоксилін, який фарбує базофільні структури у синьо-фіолетовий колір, кармін в світло-червоний, сафранін у темно-червоний, азур у синій.
Базофільними структурами в клітинах є нуклеїнові кислоти і рибосоми, ядро клітини, гранули базофільних гранулоцитів.
Високий вміст базофільних структур свідчить про інтенсивний білковий синтез. Базофілія властива тканинам, які перебувають в стані активного росту, пухлинним тканинам.